# Tsouïsche talen
De Tsouïsche talen vormen een van de drie Formosaanse taaltakken naast de Atayalische talen en Paiwanische talen.
De Tsouïsche talen vormen 4 van de 23 Formosaanse talen (en van de 1 262 Austronesische talen); die 4 worden alle uitsluitend op Taiwan gesproken. De Tsouïsche talen is de enige familie binnen de Formosaanse talen die nog subtakken (2) telt. Een van die subtakken bevat echter maar één taal, de ander twee. Opmerkelijk is dat Rukai niet is geclassificeerd in een subtak, maar wel een Tsouïsche taal.
De naam van deze familie wordt aan het Tsou ontleend.

## Classificatie
- Austronesische talen
  - Formosaanse talen

## Takken
- (Rukai (apart))
- Noorderse talen (1 taal)
  - Tsou
- Zuiderse talen (2 talen)
  - Kanakanabu
  - Saaroa

Rukai

Noord-Tsouïsche talen: Tsou

Zuid-Tsouïsche talen: Kanakanabu · Saaroa